# Långtora kyrka

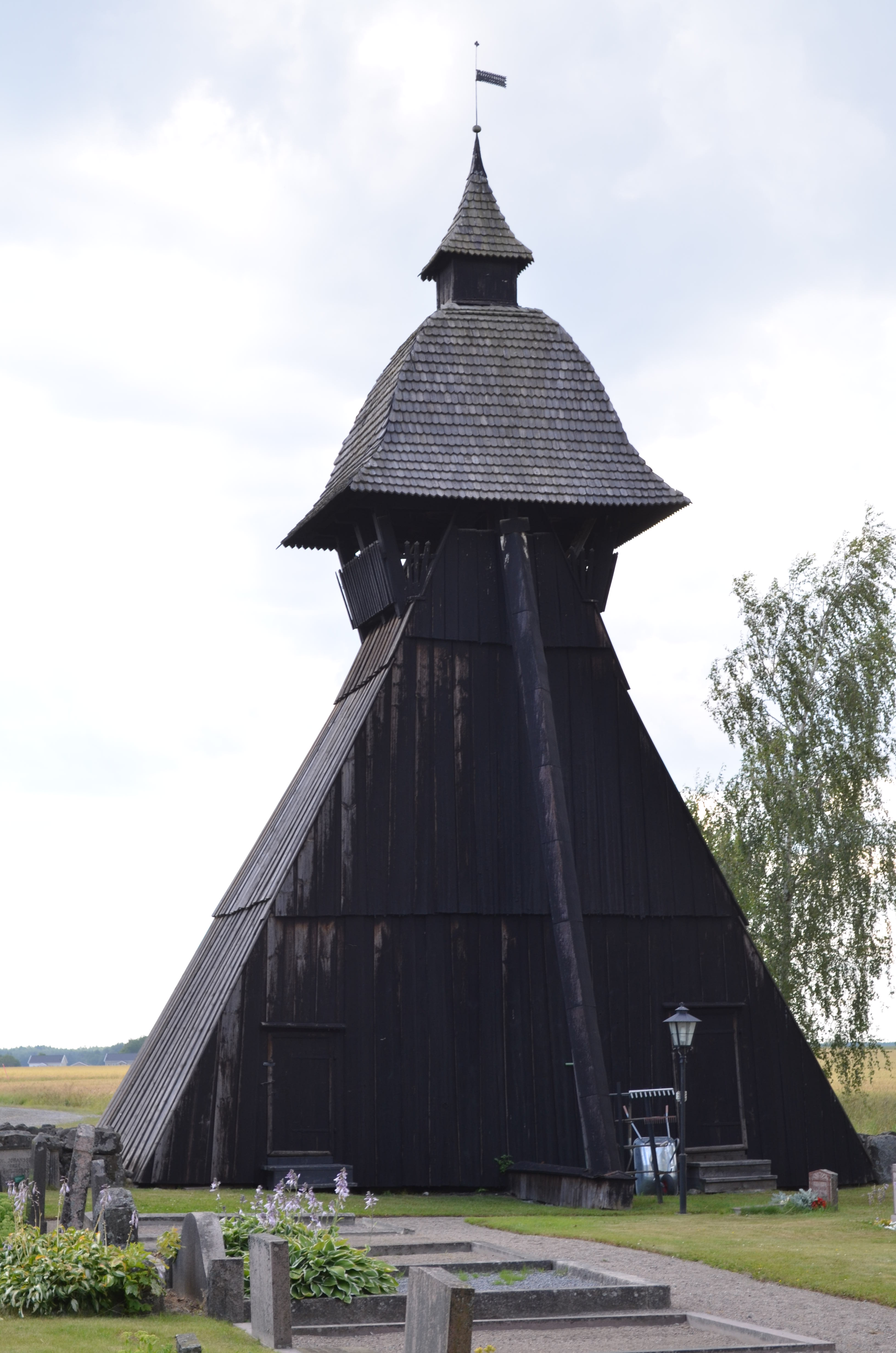
Klockstapeln

Långtora kyrka är en kyrkobyggnad som tillhör Lagunda församling. Den är sockenkyrka i Långtora socken. Kyrkan ligger på Långtoraslätten, omkring tio kilometer nordost om Enköping. Själva Långtora by ligger på en sluttning ungefär femhundra meter norr om kyrkan.

## Kyrkobyggnaden
Kyrkan består av ett rektangulärt långhus med ett rakt avslutat korparti. En sakristia ligger i norr och ett vapenhus i söder. Byggnaden är uppförd av tegel med vitputsade fasader, och täcks av ett spånklätt sadeltak. I långhusets fyra hörn finns snedställda strävpelare. Kyrkorummet nås via vapenhuset. Intill kyrkan står en klockstapel.
Nuvarande salkyrka uppfördes troligen under senmedeltiden. Till kyrkan hörde då en tvårummig tegelbyggnad från 1200-talet eller 1300-talet, som ursprungligen utgjorde sakristia till en träkyrka. Den gamla sakristian revs i samband med att en ny sakristia uppfördes vid korets östra sida 1826. Denna revs i sin tur 1953 - 1955, och en ny sakristia byggdes i norr på den äldsta sakristians plats. Vapenhuset framför kyrkans sydportal uppfördes troligen i början av 1500-talet. Under 1700-talet och 1800-talet förstorades fönstren och fick rundbågiga former. Kyrkans exteriör har alltjämt medeltida karaktär. Ursprungligen var dock tegelfasaderna blottade, med blinderingar i långhusets gavelrösten.
Interiören präglas av takvalven som tillkom omkring år 1500. Valvribborna har längst ner konsoler och vissa av konsolerna är formade som gubbansikten. I långhusets tak finns ett åttadelat kryssvalv samt ett valv format som en korsstjärna. Korets tak har ett valv format som en Sturestjärna. Kyrkans medeltida korfönster, murat i tegel, togs fram vid en restaurering 1953 - 1955 under ledning av arkitekten Nils Oelrich, då stadsarkitekt i Stockholm. Vidare fick då altaret sitt nuvarande utseende, och viss ombyggnad skedde av bänkinredningen från tidigt 1800-tal.

## Inventarier
- Dopfunten av gotländsk kalksten är från första hälften av 1200-talet. Funten har en fot med fyra utskjutande huvuden och en ornerad cuppa.
- Vid långhusets södra respektive norra vägg finns ensamstående skulpturer föreställande apostlarna Petrus och Paulus. Dessa kan ha hört till en predikstol från 1600-talet.
- Nuvarande predikstol i nyklassisk stil är från 1841.
- Orgeln byggdes 1836 av Pehr Gullbergson i Lillkyrka.
- I mittgången hänger ljuskronor av malm. Enligt inskriptioner på ljuskronorna är de från 1600-talet och 1700-talet.

### Webbkällor
- anläggningspresentation